# Nikołajewka (rejon sudżański)
Nikołajewka (ros. Николаевка) – wieś (ros. деревня, trb. dieriewnia) w zachodniej Rosji, w sielsowiecie małołokniańskim rejonu sudżańskiego w obwodzie kurskim.

## Geografia
Miejscowość położona jest w dorzeczu rzeki Małaja Łoknia, 13 km od granicy z Ukrainą, 1 km od centrum administracyjnego sielsowietu małołokniańskiego (Małaja Łoknia), 16,5 km od centrum administracyjnego rejonu (Sudża), 81,5 km od Kurska.

## Demografia
W 2010 r. miejscowość zamieszkiwały 43 osoby.